# Roger de Weck
Pour les articles homonymes, voir Weck.
Roger de Weck, né le 17 octobre 1953 à Fribourg, est un journaliste, homme de presse et homme de lettres suisse. 

## Biographie
Il est l'un des membres d'une famille de banquiers dont son père Philippe de Weck.
Après avoir étudié l'économie à Saint-Gall, il exerce le métier de journaliste pour plusieurs journaux suisses, à savoir La Tribune de Genève, 24 heures et Die Weltwoche. En 1977, il publie avec Max Mabillard une étude sur les détails du scandale de Chiasso : Scandale au Crédit Suisse.
À partir de 1983, il travaille pour l'hebdomadaire allemand Die Zeit, notamment comme correspondant à Paris, puis il y dirige, entre autres fonctions, la rédaction économique. De retour en Suisse, il devient rédacteur en chef au Tages Anzeiger. 
Il regagne Die Zeit en 1997 comme rédacteur en chef. En 2001 il devient chroniqueur politique et journaliste indépendant de presse écrite et audiovisuelle, puis chargé de cours au Collège d'Europe à Bruges et Natolin. De 2004 à 2010, il préside le conseil de fondation de l'Institut de hautes études internationales et du développement à Genève.
Le 18 mai 2010, il est élu directeur général de SRG SSR par le conseil d'administration de cette dernière. Il entre en fonction le 1er janvier 2011 où il succède à Armin Walpen,. Il quitte cette charge le 30 septembre 2017. Son successeur est Gilles Marchand.

## Livres
- Max Mabillard et Roger de Weck, Scandale au Crédit Suisse : l'affaire de Chiasso, ses coulisses et ses principaux acteurs sous la loupe de 2 journalistes, Tribune, 1977, 93 p.
- (de) Jürg Altwegg et Roger de Weck (trad. de l'allemand par Étienne Barilier, avec Markus Kutter), L'Allemagne vue par les Suisses allemands, Lausanne, Presses polytechniques et universitaires romandes, 2006, 125 p. (ISBN 2-88074-684-1, lire en ligne)